# Visbur
Visbur foi um rei lendário dos Suíones no século II da Casa dos Inglingos.

## Vida
Visbur era filho do rei Valandro e sua esposa fina Driva. Sucedeu ao pai e desposou a filha de Aude, o Rico, que deu como dote três Estados e um colar de ouro. O casal teve dois filhos, Gislo [bastão de esqui] e Ondur [esqui], mas Visbur logo rejeitou a esposa para desposar nova mulher com quem teve Domaldro, e a filha de Aude voltou com seus filhos para seu pai. A madrasta de Domaldro lhe fez mal com magia e seus irmãos, agora com 12 e 13 anos respectivamente, foram diante do pai exigir o dote de sua mãe. Visbur se recusou e eles responderam, antes de voltarem para casa, que o colar de ouro causaria a morte do melhor homem de sua raça. O encantamento da feiticeira Hulda permitiria matar seu pai, sob preço de que sempre ocorreria a morte de membros do clã Escildingo. Eles reuniram uma horda, se aproximaram de Visbur à noite e queimaram-o em seu salão. Segundo João Magno, Visbur era tirano cruel, enquanto segundo Tiodolfo de Hvnir:
| “ | A abóbada dos desejos,[a] de Visbur, o irmão de Egir,[a] engoliu imediatamente, quando o trono, de seu pai, os vingadores do roubo, incendiaram; e os carvões incandescentes, o cão ganancioso mordeu,[a] o senhor, uivando alto. | ” |